# Unconnected Marketeers
Touhou Kōryūdō ~ Unconnected Marketeers (яп. 東方虹龍洞 〜 Unconnected Marketeers., То̄хо̄ Ко̄рю̄до̄, досл. «Східна печера веселкового дракона 〜 Непов'язані торговці») — гра 2021 року в жанрі bullet hell та скрол-шутер, розроблена Team Shanghai Alice. Це вісімнадцята гра серії Touhou Project.
Unconnected Marketeers вводить систему карток здібностей, гравець перед проходженням обирає картку, і в кінці кожного рівня гравцю дається можливість купити додаткову картку.

## Ігролад

Міке, бос першого рівня

Unconnected Marketeers — вертикальний скрол-шутер. Персонаж гравця завжди дивиться вгору, має стріляти в ворогів та ухилятись від їхніх атак, наприкінці кожного рівня відбувається битва з босом. Головним способом атаки гравця є постріл. Кнопка Shift відповідає за фокус — сповільнення, концентрація пострілу, і видимість хітбоксу. На початку гри гравець отримує 3 чарокартки (бомби), що при натисканні кнопки X очищує екран від куль, і ворогів, та 3 життя. При смерти з ворогів випадають очки «сили», що посилюють постріл, частки чарокарток і життів випадають в визначених місцях, й після спел-карток босів.
Unconnected Marketeers представляє систему карток здібностей і валюти. Крім очок сили, з ворогів також випадає валюта, за яку можна придбати одну карту в кінці кожного рівня. Деякі карти дадуть гравцеві додаткові життя або чарокартки, тоді як більшість є покращеннями, які поділяються на пасивні та активні (активуються кнопкою C) картки. Багато з них засновано на здібностях персонажів з минулих ігор.
Unconnected Marketeers є механіка досягнень, необов'язкові виклики (наприклад, очищення на «Лунатику» без смертей). Однак вони не впливає на гру.

## Сюжет
Сюжет гри обертається навколо таємничих карток, що з'явилися в Ґенсокьо. Рейму, Маріса, Сакуя, та Санае розслідують походження цих карток і їхніх творців.

### Персонажі

#### Головні герої
- Рейму Хакурей — Міко храму Хакурей
- Маріса Кірісаме — чарівниця з Лісу Чарів
- Сакуя Ідзайой — Покоївка особняку Червоної Дияволиці
- Санае Кочія — Міко храму Морія

#### Боси
- Міке Ґотокуджі — мідбос і бос 1-го рівня. Манекі-неко, вона може манити або гроші, або клієнтів, але лише одне за раз.
- Такане Ямашіро — мідбос і бос 2-го рівня. Ямаваро, яка побудувала канатну дорогу до храму Морія.
- Санньо Комакуса — мідбос і бос 3-го рівня. Також відома як Комакуса-даю. Вона захищає Печеру Райдужного Дракона від протагоністів.
- Місумару Тамацукурі — бос 4-го рівня. Богиня маґатам, яка виготовила Реймині кулі їнь-ян.
- Цукаса Кудамакі — мідбос 5-го, 6-го та екстра рівнів. Куда-ґіцуне, яка може легко переконати людей.
- Меґуму Іїдзунамару — бос 5-го рівня. Лідер ворон тенґу гори Йокаїв. Одна з головних антагоністок.
- Чімата Тенкю — бос 6-го рівня. Богиня ринку, яка створила карти, щоб отримати віру.
- Момойо Хімемуші — бос екстра рівня. Вона — багатоніжка (омукаде), яка може їсти драконів.

## Розробка
Наприкінці лютого 2021 року на офіційному вебсайті та сторінці ZUN'а у Twitter було анонсовано Unconnected Marketeers. Демо-версія гри була випущена 21 березня на Reitaisai, а повна версія гри вийшла 4 травня в Steam. Фізичні копії вийшли в Японії 13 травня.

## Критика
Система карток у Unconnected Marketeers була сприйнята позитивно, а відгуки стверджували, що ця механіка покращила повторне проходження гри.